# Warmoespoort
De Warmoespoort of Warmoesbroekpoort was een stadspoort op de eerste stadsmuur van Brussel. De poort stond in de Warmoesberg tussen de Lakenpoort en de Treurenbergpoort aan de noordzijde van de ommuurde stad.
In 1568 werd de stadspoort afgebroken.